# Елвис (филм из 2022)
Елвис (енгл. Elvis) биографски је драмски мјузикл из 2022. године, у режији База Лурмана, који је написао сценарио са Семом Бромелом, Крејгом Пирсом и Џеремијем Донером, по причи Лурмана и Донера, док су продуценти филма Лурман, Гајл Бермен, Кетрин Мартин, Патрик Мекормик и Шулер Вајс. Филмску музику је компоновао Елиот Вилер.
Насловну улогу тумачи Остин Батлер као „краљ рока” Елвис Пресли, док су у осталим улогама Том Хенкс, Хелен Томсон, Ричард Роксбург, Оливија Дејонг, Лук Брејси, Наташа Басет, Дејвид Венам, Кевин Харисон Млађи, Завијер Самјуел и Коди Смит Макфи. Посвећен је сећању на Алана Лада Млађег, оснивачу продукцијске куће The Ladd Company, који је преминуо у марту 2022. године.
Године 2014. најављено је да ће Лурман режирати биографски филм о Елвису Преслију, иако је пројекат званично најављен тек у марту 2019. године. Батлер је тог јула добио главну улогу, док су за улогу такође разматрани Ансел Елгорт, Мајлс Телер и Хари Стајлс. Снимање је почело у Лурмановој родној Аустралији у јануару 2020, али је паузирано од марта до септембра након почетка пандемије ковида 19. Снимање је завршено више од годину дана након почетка, у марту 2021. године.
Премијерно је приказан 25. маја 2022. године на Канском филмском фестивалу, док је од 23. јуна доступан у биоскопима Аустралији и Србији, односно 24. јуна у САД. Добио је углавном позитивне критике, уз похвале за глуму Остина Батлера и музичке сцене.

## Радња
Филм приказује живот и каријеру певача и глумца Елвиса Преслија, од његовог детињства до успешне каријере поп и филмске звезде, као и његов сложен однос са менаџером, Томом Паркером.

## Улоге
- Остин Батлер као Елвис Пресли
  - Шејдон Џеј као млади Елвис Пресли
- Том Хенкс као Том Паркер
- Хелен Томсон као Гладис Пресли
- Ричард Роксбург као Вернон Пресли
- Оливија Дејонг као Присила Пресли (девојачко Вагнер)
- Лук Брејси као Џери Шилинг
- Наташа Басет као Дикси Лок
- Дејвид Венам као Хенк Сноу
- Келвин Харисон Млађи као Би Би Кинг
- Завијер Самјуел као Скоти Мур
- Коди Смит Макфи као Џими Роџерс Сноу
- Дејкр Монтгомери као Стив Бајндер
- Леон Форд као Том Дискин[7]
- Кејт Малвани као Марион Кејскер
- Џош Маконвил као Сем Филипс[8]
- Патрик Ширер као Дјуи Филипс
- Адам Дан као Бил Блек
- Јола Кварти као Розета Тарп
- Олтон Мејсон као Литл Ричард
- Гари Кларк Млађи као Артур Крудап
- Шонка Дукурех Вили Меј „Биг Мама” Торнтон
- Кристофер Самерс као Хорас Логан
- Николас Бел као сенатор Џејмс Истланд
- Асаби Гудман као Алберта Холман
- Лахлан Енгелер као Алфред Вертхајмер
- Ентони Лапаља као Бернард Лански
- Алекс Раду као Џорџ Клајн
- Кристијан Макарти као Ред Вест
- Мајк Бингаман као Сони Вест
- Дејвид Ганон као Чарли Хоџ
- Ламар Браун као Карл Картер
- Тони Никсон као др Џорџ К. Нишапулос
- Кевин Лангден као Травис Смит
- Чарлс Граундс као Били Смит
- Гарет Дејвис као Боунс Хау
- Шерон Брукс као Силвија Шемвел
- Сенајт Мебрахту као Естела Браун
- Аристен Кисандо као Мирна Смит
- Маријама Ендруз као Ен Вилијамс
- Карла Ален као Кети Вестмореланд
- Марк Леонард Винтер као Том Хјулет